# Rheocles sikorae
The zona (Rheocles sikorae) là một loài cá in the Bedotiidae family. It is đặc hữu to Madagascar. Its natural habitat is rivers.